# Гейбл, Кристофер
Кри́стофер Гейбл (англ. Christopher Gable) — английский артист балета и драматический актёр. Солист лондонского Королевского балета в 1959—1966 годах, сооснователь Центральной балетной школы в Лондоне (1982), художественный руководитель Северного балетного театра в 1987—1998 годах.

## Биография
Гейбл родился 13 марта 1940 года в Лондоне. Одним из его ранних увлечений был кинематограф. Особенно юный Кристофер восхищался бразильской киноактрисой Кармен Мирандой, во многих фильмах исполнявшей экзотические танцы. Гейбл тоже решил заняться танцами. Он уговорил маму отдать в его танцевальную школу, заодно записался и на уроки фортепиано. В 11 лет Гейбла приняли в Школу Королевского балета, где он учился вместе с Линн Сеймур, впоследствии ставшей его постоянной партнёршей на сцене. После окончания школы они вместе вступили в балетную труппу театра «Сэдлерс-Уэллс», аффилированную с Королевским балетом, в 1945 году переехавшим оттуда на сцену театра «Ковент-Гарден». Вскоре Гейбл вслед за Сеймур перешёл в труппу Королевского балета. 
Сначала его взяли на замену получившему травму артисту, затем Гейбл получил место в штате. С 1957 по 1963 годы он был членом гастрольной труппы этого театра. Благодаря Линн Сеймур, порекомендовавшей его балетмейстеру Кеннету Макмиллану, Кристофер получил важную роль в постановке «Приглашение», которая по тем временам считалась весьма провокационной, поскольку касалась тем, обычно не затрагиваемых в балете — в частности в нём была сцена жестокого изнасилования.
В 1959 году Гейбл стал солистом, в 1961 году — премьером труппы. Критиками отмечался его актёрский талант. 14 февраля 1961 года Гейбл и Сеймур исполнили главные партии в премьере балета Фредерика Аштона «Два голубя», где двадцатилетний Кристофер в последний момент заменил слёгшего с простудой Дональда Бриттона. Спектакль имел большой успех, а критики, по воспоминаниям Сеймур, говорили, что у её дуэта с Гейблом есть все шансы однажды войти в историю. 
Вместе с Сеймур Гейбл танцевал в балете Макмиллана по мотивам Шекспира «Образы любви», где солировал Рудольф Нуреев. В 1964 году хореограф создал для них «Сцену у балкона» из балета Прокофьева «Ромео и Джульетта», предназначенную для съёмок Канадского телевидения. Когда в следующем году Макмиллан решил делать полноценную постановку, Гейбл и Сеймур отводились в ней главные партии, однако, к разочарованию хореографа, в последний момент для мировой премьеры его «Ромео и Джульетты» на них утвердили Нуреева и Фонтейн — Гейбл и Сеймур же танцевали во втором составе. Потеря такого дебюта разочаровала Гейбла, кроме того, он начал испытывать боли в ноге. В 1966 году он покинул Королевский балет и несколько лет провёл гастролируя с другими труппами, после чего решил оставить балет и начать карьеру в драматическом театре.
Один сезон он провёл в Королевской шекспировской компании, в 1970 году играл Лизандра в знаменитой постановке «Сна в летнюю ночь» Питера Брука. Затем несколько лет работал в Манчестерском театре, в Вест-Энде и некоторых других. Помимо работы в театре Кристофер снимался в кино, в основном у Кена Рассела. Он исполнил главную роль в его фильме «Песня лета», затем снялся в паре с Твигги в картине «Приятель».
В 1982 году Гейбл вместе с Энн Стэннард он открыл в Кларкенуэлле Центральную балетную школу, в которой стремился совместить русскую и английскую балетные методики, делая акцент на актёрской  составляющей. В 1987 году хореограф Джиллиан Линн уговорила Гейбла после 20-летнего перерыва вновь выйти на балетную сцену, дав ему главную роль в своей постановке «Простой человек», заказанной к 100-летнему юбилею художника Лоури. Сначала балет был показан по телевидению, затем вошёл в репертуар Северного балетного театра в Лидсе, где партнёром Гейбла вновь была Линн Сеймур. Через год Гейбл стал художественным руководителем этой труппы, вскоре превратив её в один из ведущих балетных театров Великобритании.
До конца жизни Гейбл продолжал совмещать работу в своей балетной школе и должность художественного руководителя Северного балетного театра. 
Кристофер Гейбл скончался от рака 23 октября 1998 года в своём доме недалеко от Галифакса. 

### Личная жизнь
Гейбл был женат на балерине Кэрол Нидхэм. У них было двое детей — сын Томас и дочь Эмма.

## Репертуар
- 14 февраля 1961 — Пепио*, «Два голубя[англ.]» Фредерика Аштона (Гурули — Линн Сеймур)
- сентябрь 1964 — «Сцена у балкона»* из балета «Ромео и Джульетта» (хореография Кеннета Макмиллана для Канадского телевидения, Джульетта — Линн Сеймур)
- 1965 — Ромео, «Ромео и Джульетта[англ.]» Кеннета Макмиллана (Джульетта — Линн Сеймур)
- Колас, «Тщетная предосторожность[англ.]» Фредерика Аштона

(*) — первый исполнитель партии

## Признание и награды
В 1996 году Кристофер Гейбл был произведён в командоры Ордена Британской империи. В 1997 году Брэдфордский университет присвоил ему почётное звание доктора словесности.